# Velódromo de Varembé
El Velódromo de Varembé (en francés: Vélodrome de Varembé) es un velódromo en Ginebra, al oeste de Suiza. El Velódromo de Varembe es, probablemente, el primero construido en Suiza. Inaugurado en Ginebra el 15 de mayo de 1892, se encontraba en el lugar donde ahora se levanta la estadio Varembe. Fue en el momento de su puesta en marcha, uno de los más grandes de Europa. El velódromo tenía un carril para bicicletas en el cemento, que tenía una longitud total de 500 metros y una anchura de entre 6 y 7 metros.